# Culicoides taiwanensis
Culicoides taiwanensis är en tvåvingeart som beskrevs av Kitaoka och Tanaka 1985. Culicoides taiwanensis ingår i släktet Culicoides och familjen svidknott.
Artens utbredningsområde är Taiwan. Inga underarter finns listade i Catalogue of Life.